# Engyprosopon hensleyi
Engyprosopon hensleyi is een straalvinnige vissensoort uit de familie van botachtigen (Bothidae). De wetenschappelijke naam van de soort is voor het eerst geldig gepubliceerd in 1990 door Amaoka & Imamura.